# Bana Sevmeyi Anlat
Bana Sevmeyi Anlat (en español: Dime cómo amar) es una serie de televisión turca de 2016, producida por Ay Yapım y emitida por Fox Turquía.

## Trama
Leyla es una madre soltera que vive en Alemania junto a su pequeño hijo, Rüzgar, y la familia de su padre. Cuando el adinerado empresario Haşmet se interesa en ella, su padre la convence de aceptarlo como su futuro esposo. La vida de Leyla se ha vuelto insoportable en la casa de su padre, por lo que acepta casarse por el bien de su hijo. En el día de su boda, ella descubre que su prometido es en realidad un peligroso criminal, por lo que escapa tan rápido como puede. Con todos buscándola, Leyla huye de la boda con la ayuda de Alper, chef y gerente de uno de los restaurantes de Haşmet.

## Reparto
- Kadir Doğulu como Alper Eren.
- Seda Bakan como Leyla Aydın.
- Mustafa Üstündağ como Haşmet Tuğcu.
- Dolunay Soysert como Canan Güngör.
- Kadir Çermik como Salih Aydın.
- Mahperi Mertoğlu como Ayla Aydın.
- Bihter Dinçel como Suzan Giray.
- Cemil Büyükdöğerli como Onur Bozan.
- Aslı Orcan como Berna Eren.
- Emir Çubukçu como Burak Tuğcu.
- Mine Kılıç como Ezgi Güneş.
- Serdar Özer como Engin Kargı.
- Bahadır Vatanoğlu como Hakverdi Aydın.
- İlayda Alişan como Eylül Eren.
- Gülper Özdemir como Simge Aydın.
- Naz Sayıner como Mercan Eren.
- Çisem Çancı como Duygu.
- Salah Tolga Tuncer como Cihan Eren.
- Tevfik Erman Kutlu como İrfan.
- Lavinya Ünlüer como Çiçek Eren.
- Poyraz Enes Koç como Rüzgar.
- Ozan Ağaç
- Bedia Ener como Gülsüm.